# Wichmann cel Bătrân
Wichmann I cel Bătrân (de asemenea, Wigmann sau Wichman) (d. 23 aprilie 944) membru al familiei saxone a Billungilor, a fost fratele episcopului Amalung de Verden și al ducelui Herman de Saxonia.
În 938 Wichmann s-a răsculat ca urmare a faptului că fratelui său mai tânăr, Herman i se acordase comanda militară în teritoriile dobândite de Ducatul de Saxonia în nordul Germaniei. El considera că ar fi fost mai îndreptățit să obțină acea funcție în virtutea vârstei sale și a faptului se înrudise prin căsătorie cu regina văduvă Matilda de Ringelheim. El s-a alăturat astfel lui Eberhard de Franconia și lui Thankmar, frate vitreg al regelui Germaniei Otto I "cel Mare". Revolta a fost repede reprimată: Thankmar a murit în cursul aceluiași an, iar Eberhard a fost nevoit să înceapă negocierile. Wichmann s-a aliat atunci cu un grup de slavi și a început războiul împotriva foștilor săi compatrioți. În cele din urmă, el s-a reconciliat cu Otto I în 941.
Wichmann a fost căsătorit cu Frederuna (sau Fridaruna), soră a reginei Matilda de Ringelheim. După moartea soțului, Frederuna a devenit călugăriță și a murit în 18 ianuarie 971. Cei doi au avut trei fii și o fiică:
- Wichmann al II-lea
- Bruno, episcop de Verden
- Egbert cel Chior
- Hedviga sau Hathui, căsătorită cu Siegfried, fiul margrafului Gero "cel Mare"